# Peaugres
Peaugres är en kommun i departementet Ardèche i regionen Auvergne-Rhône-Alpes i sydöstra Frankrike. Kommunen ligger  i kantonen Serrières som ligger i arrondissementet Tournon-sur-Rhône. År 2022 hade Peaugres 2 353 invånare.

## Befolkningsutveckling
Antalet invånare i kommunen Peaugres
Referens: INSEE